# DDR-Meisterschaften im Feldfaustball 1958
Die DDR-Meisterschaften im Feldfaustball 1958 waren die neunte Austragung der DDR-Meisterschaften der Männer und Frauen im Feldfaustball der DDR im Jahre 1958.
Die Finalspiele fanden am 6. und 7. September 1958 in Eisleben statt.

## Frauen
Die Frauenoberliga wurde in zwei Staffeln ausgetragen. Gegenüber der Vorsaison wurden die Staffeln neu eingeteilt.
Spieltage waren der 8. Juni 1958 in Barby (Staffel I) und Görlitz-Biesnitz (Staffel II), der 29. Juni 1958 in Staßfurt (Staffel I) und Dresden (Staffel II), der 3. August in Wittenberge (Staffel I) und Berlin (Staffel II). Für den 24. August 1958 waren die Spiele der Mittelplätze terminiert.
Neben den drei besten der beiden Staffeln qualifizierte sich als siebente Mannschaft der Sieger eines Vergleiches der beiden Viertplatzierten für die Finalrunde.
Abschlussstand
| Platz | Mannschaft          | Punkte |
| 1.    | Empor Barby (M)     | 20:0   |
| 2.    | Lokomotive Schwerin | 16:4   |
| 3.    | Einheit Rostock (N) | 12:8   |
| 4.    | Stahl Megu Leipzig  | 6:14   |
| 5.    | Einheit Weimar      | 6:14   |
| 6.    | Aktivist Staßfurt   | 0:20   |

| Platz | Mannschaft             | Punkte |
| 1.    | Motor Görlitz Mitte    | 16:4   |
| 2.    | Rotation Dresden Mitte | 14:6   |
| 3.    | Lokomotive Köthen      | 12:8   |
| 4.    | Motor Suhl West        | 10:10  |
| 5.    | Lokomotive Görlitz     | 8:12   |
| 6.    | Motor Dresden Ost (N)  | 0:20   |

Auf- und Abstieg: Die beiden letzten Mannschaften jeder Staffel spielten zusammen in einer Abstiegsrunde am 26. Oktober in Leipzig um die beiden Absteiger. Dabei konnten sich die beiden Mannschaften aus der Staffel II durchsetzen.
Abschlusstabelle der Aufstiegsspiele:
| Platz | Mannschaft           | Punkte |
| 1.    | Motor Rathenow       | 6:2    |
| 2.    | Aktivist Hirschfelde | 6:2    |
| 3.    | …                    | …      |
| 4.    | …                    | …      |
| 5.    | …                    | …      |

Finalrunde
Finalspiele:
- Lokomotive Schwerin – Motor Görlitz Mitte 20:19
- Empor Barby – Lokomotive Köthen 34:14
- Lokomotive Schwerin – Lokomotive Köthen 28:18
- Lokomotive Köthen – Einheit Rostock
- Stahl Megu Leipzig – Lokomotive Köthen 28:29
- Rotation Mitte Dresden – Lokomotive Köthen 23:21

Entscheidungsspiel um Platz 3:
- Lokomotive Köthen – Einheit Rostock 27:24

Endstand:
| Platz | Mannschaft             | Punkte |
| 1.    | Empor Barby (M)        | 12:0   |
| 2.    | Lokomotive Schwerin    | 10:2   |
| 3.    | Lokomotive Köthen      | 6:6    |
| 4.    | Einheit Rostock (N)    | 6:6    |
| 5.    | Motor Mitte Görlitz    | 4:8    |
| 6.    | Rotation Mitte Dresden | 2:10   |
| 7.    | Stahl Megu Leipzig     | 2:10   |

## Männer
Die Oberliga wurde in zwei Staffeln ausgetragen. Gegenüber der Vorsaison blieb die Staffeleinteilung bis auf Ab- und Aufsteiger unverändert. Gespielt wurde am 8. Juni 1958 auf der Jahn-Kampfbahn in Großenhain (Staffel I) und in Rudolstadt (Staffel II), am 29. Juni 1958 im Ostragehege in Dresden (Staffel I) und in Berlin (Staffel II), am 3. August im Weinau-Stadion in Zittau (Staffel I) und Barby (Staffel II). Für den 24. August 1958 waren die Spiele der Mittelplätze terminiert.
Neben den drei besten der beiden Staffeln qualifizierte sich als siebente Mannschaft der Sieger eines Vergleiches der beiden Viertplatzierten für die Finalrunde.
Abschlussstand
| Platz | Mannschaft               | Punkte |
| 1.    | Aktivist Hirschfelde (M) | 24:0   |
| 2.    | Chemie Zeitz             | 16:8   |
| 3.    | Fortschritt Zittau       | 16:8   |
| 4.    | Lokomotive Dresden       | 12:12  |
| 5.    | Fortschritt Walddorf     | 7:17   |
| 6.    | Motor Großenhain         | 6:18   |
| 7.    | Motor Rochlitz           | 3:21   |

| Platz | Mannschaft           | Punkte |
| 1.    | Motor Erfurt West    | 20:4   |
| 2.    | Empor Barby (N)      | 17:7   |
| 3.    | Lokomotive Schwerin  | 16:8   |
| 4.    | Wissenschaft Halle   | 16:8   |
| 5.    | Empor Rudolstadt     | 9:15   |
| 6.    | Einheit Köpenick (N) | 6:18   |
| 7.    | Stahl Megu Leipzig   | 0:24   |

Abstieg: In den Auf- und Abstiegsspielen am 26. Oktober 1958 in Leipzig spielten die beiden Letzten beider Staffeln gegeneinander um die Qualifikation für die Oberliga 1959. Es setzten sich Stahl Megu Leipzig und Motor Rochlitz durch, was den Abstieg für Einheit Köpenick nach nur einer Oberligasaison und für Motor Großenhain bedeutete.
Abstiegsspiele: Die Spiele fanden eine Woche nach den Aufstiegsspielen in Großenhain statt.
- Stahl Megu Leipzig – Motor Großenhain 45:36
- Motor Rochlitz – Einheit Köpenick 34:31
- Motor Rochlitz – Motor Großenhain 34:31
- Einheit Köpenick – Stahl Megu Leipzig …:…
- Motor Großenhain – Einheit Köpenick 47:30
- Motor Rochlitz – Stahl Megu Leipzig 30:31

Abschlusstabelle der Abstiegsspiele:
| Platz | Mannschaft         | Punkte |
| 1.    | Stahl Megu Leipzig | 4:2    |
| 2.    | Motor Rochlitz     | 4:2    |
| 3.    | Einheit Köpenick   | 2:4    |
| 4.    | Motor Großenhain   | 2:4    |

Aufstieg:
An den Aufstiegsspielen in Leipzig nahmen die Sieger der fünf Liga-Staffeln teil.
Abschlusstabelle der Aufstiegsspiele:
| Platz | Mannschaft             | Staffel | Punkte |
| 1.    | Fortschritt Glauchau I | Süd     | 8:0    |
| 2.    | Aktivist Freienhufen   | Ost     | 6:2    |
| …     | Wissenschaft Halle 2   | Mitte   | …      |
| …     | Einheit Rostock 1      | Nord    | …      |
| …     | Traktor Schleusingen   | West    | …      |

Finalrunde
- Aktivist Hirschfelde – Wissenschaft Halle 33:28
- Aktivist Hirschfelde – Empor Barby +24
- Aktivist Hirschfelde – Motor Erfurt West
- Motor Erfurt West – Fortschritt Zittau Süd 48:27
- Motor Erfurt West – Wissenschaft Halle 30:32
- Fortschritt Zittau Süd – Empor Barby 35:33
- Lokomotive Schwerin – Wissenschaft Halle 28:31
- Chemie Zeitz – Empor Barby 33:28
- Empor Barby – Wissenschaft Halle 28:25
- Motor Erfurt West – Empor Barby 34:30
- Chemie Zeitz – Motor Erfurt West 31:31

Entscheidungsspiel um Platz 5:
- Empor Barby – Fortschritt Zittau 43:27

Entscheidungsspiel um Platz 3:
- Chemie Zeitz – Motor Erfurt West 39:34

Endstand:
| Platz | Mannschaft               | Punkte |
| 1.    | Aktivist Hirschfelde (M) | 12:0   |
| 2.    | Wissenschaft Halle       | 8:4    |
| 3.    | Chemie Zeitz             | 7:5    |
| 4.    | Motor Erfurt West        | 7:5    |
| 5.    | Empor Barby (N)          | 4:8    |
| 6.    | Fortschritt Zittau Süd   | 4:8    |
| 7.    | Lokomotive Schwerin      | 0:12   |

## Weblink
- Faustball-DDR-Meisterschaften auf sport-komplett.de